# Heinrich Wölfflin
Heinrich Wölfflin (Winterthur, 21 de junio de 1864-Zúrich, 19 de julio de 1945) fue un famoso teórico y crítico de arte suizo, profesor en Basilea, Berlín y Múnich, considerado como uno de los mejores historiadores de arte de toda Europa.

## Trayectoria
Su padre, Eduard Wölfflin, era profesor de filología clásica en la Universidad de Múnich y ayudó a fundar y organizar el Thesaurus Linguae Latinae. El joven Wölfflin estudia historia e historia del arte con Jacob Burckhardt en Basilea, en 1882, aunque luego sigue su formación en Berlín y Múnich (1883-86); en esta ciudad defiende su tesis Prolegómenos a una psicología de la arquitectura. En 1887 hace una estancia en Roma y viaja a Grecia. En 1889, en Florencia, Wölfflin inicia su amistad con historiadores del arte de la talla de Hildebrand y Fiedler. 
Precisamente entre 1888 y 1898 publicó numerosos trabajos sobre el arte italiano en Basilea. Desde 1893, Wölfflin es profesor en Basilea, en la cátedra que ocupó Jacob Burckhardt. Mantuvo de hecho una correspondencia con Burckhardt, entre 1882 y 1897, que se publicaría en Basilea, en 1951. 
Luego fue profesor en Berlín, durante un largo período (1901-1912) y otro tanto en Múnich (1914-1924), por lo que Wölfflin es un historiador del arte germánico de amplio eco.
Die klassische Kunst (1899), fue acogido con entusiasmo por el británico Roger Fry. Entre sus alumnos se destacan los historiadores del arte Rudolf Wittkower y Sigfried Giedion y el escultor Naum Gabo. Además, Paul Frankl fue su asistente después de terminar su tesis en 1910.
José Moreno Villa tradujo el libro capital de Wölfflin, Conceptos fundamentales en la Historia del Arte, en 1924.
Como profesor, se le atribuye haber introducido el método de enseñanza de usar proyectores de diapositivas durante la impartición de conferencias de historia del arte.

## El punto de vista de Wölfflin
En la publicación del libro Kunstgeschichtliche Grundbegriffe (Principios de la historia del arte), Wölfflin formuló cinco principios opuestos o contrarios en la forma y el estilo del arte de los siglos XVI y XVII, que demostraron un cambio en la naturaleza de la visión artística entre los dos períodos. Estos eran:
| Renacimiento      | Barroco           |
| ----------------- | ----------------- |
| Lineal            | Pictórico         |
| Plano             | Profundidad       |
| Forma cerrada     | Forma abierta     |
| Pluralidad        | Unidad            |
| Claridad absoluta | Falta de claridad |

- De lo lineal (Fig. 1) (técnica al dibujar, plástico, relacionado con el contorno en la ideación proyectada de los objetos) a lo pictórico (Fig. 2) (táctil, observando parches o sistemas de luz relativa y de color no local dentro de la sombra, haciendo que la sombra y la luz sean integrales, y permitiéndoles reemplazar o sustituir el dominio de los contornos como límites fijos).

|  |
|  |

- Del plano (Fig. 3) a la profundidad (Fig. 4): (desde la ‘Voluntad al plano’, que ordena la imagen en estratos paralelos al plano de la imagen, a los planos que se vuelven invisibles al enfatizar las relaciones hacia adelante y hacia atrás y comprometer al espectador en la profundidad).

|  |
|  |

- De la forma cerrada (tectónica) a la forma abierta (atectónica). La forma cerrada o tectónica es la composición que es una entidad autocontenida que en todas partes apunta hacia sí misma, la forma típica del estilo ceremonial como la revelación de la ley, generalmente dentro de oposiciones predominantemente verticales y horizontales: la forma abierta o atectónica comprime energías y ángulos o líneas de movimiento que en todas partes se extienden más allá de la composición y anulan la estructura horizontal y vertical, aunque naturalmente unidas por reglas ocultas que permiten que la composición sea autónoma.

|  |
|  |

- De la pluralidad a la unidad: (El arte clásico logra su unidad al hacer que las partes sean independientes como miembros libres, y el barroco suprime la independencia uniforme de las partes en favor de un motivo total más unificado. En el primer caso, la coordinación de los acentos; en el segundo caso, la subordinación. Los múltiples detalles del primero se contemplan cada uno de manera única: la multiplicidad del segundo sirve para disminuir el dominio de la línea y para mejorar la unificación del todo múltiple).

|  |
|  |

- De la claridad absoluta (Fig.9) a la manca de claridad (Fig.10) del sujeto: (es decir, de la revelación exhaustiva de la forma del sujeto, a una representación pictórica que deliberadamente elude la claridad objetiva para entregar una representación perfecta de la información o apariencia pictórica obtenida por otros medios pictóricos).

|  |
|  |

Wölfflin estaba siguiendo los pasos de Vasari, entre otros, al idear un método para distinguir el desarrollo del estilo a lo largo del tiempo. Aplicó este método al arte del Trecento, Quattrocento y Cinquecento en Die klassische Kunst (El arte clásico) de 1899, y luego lo desarrolló aún más en Kunstgeschischtliche Grundbegriffe (Los principios de la historia del arte), publicado en 1915. Los principios de la historia del arte de Wölfflin se han vuelto recientemente más influyentes entre los historiadores del arte y los filósofos del arte. The Journal of Aesthetics and Art Criticism publicó un número especial para conmemorar el centenario de la publicación de los Principios en 2015, editado por Bence Nanay.

## Legado
Los trabajos realizados por Paul Frankl revelaron que Wölfflin continuó influyendo en él, ya que le aplicó ideas sobre el estilo arquitectónico con un análisis del significado de la función social y religiosa.

## Obras
- Prolegomena zu einer Psycologie der Architektur (1886).
- Renaissance und Barock (1888). Tr.: Renacimiento y Barroco, Paidós ibérica, 2009   ISBN  978-84-7509-350-5.
- Die klassische Kunst (1899, con prólogo para la ed. italiana en 1941). Tr.: El arte clásico: una introducción al Renacimiento italiano, Madrid, Alianza, 1995  ISBN 978-84-206-7026-3
- Zur Kritik von Dürers Dresdner Atlas (1905)
- Kunstgeschichtliche Grundbegriffe (1915, revisado en 1933). Tr.:  Conceptos fundamentales para la historia del arte, Espasa-Calpe, 2007   ISBN 978-84-670-2385-5
- Das Erklären von Kunstwerken (1916)
- Gedanken zur Kunstgeschichte (1941). Tr.: Reflexiones sobre la historia del arte, Edicions 62, 1988   ISBN  978-84-297-2772-2
- Kleine Schriften (1946), artículos de 1886-1933, editados por J. Gantner